# Montrond-les-Bains
Montrond-les-Bains [mɔ̃ʁɔ̃ le bɛ̃] est une commune française située dans le département de la Loire en région Auvergne-Rhône-Alpes.
Les habitants de la commune s'appellent les Montrondais, Montrondaises 
.
La commune a changé de nom en 1937. Elle est passée de Meylieu-Montrond à Montrond-les-Bains.

## Géographie
Montrond-les-Bains est située dans l'ancienne province historique du Forez, en bordure de la Loire.
La commune est traversée par la Loire et la Coise.
Par la route, Montbrison, sa sous-préfecture, se trouve à 16 km à l’ouest, Feurs à 12 km au nord. Saint-Étienne, la préfecture, se trouve à 35 km.
| Chalain-le-Comtal    | Marclopt           |                    |
| Boisset-lès-Montrond | Montrond-les-Bains | Saint-André-le-Puy |
| Unias                |                    | Cuzieu             |

### Climat
Pour des articles plus généraux, voir Climat d'Auvergne-Rhône-Alpes et Climat de la Loire.
En 2010, le climat de la commune est de type climat océanique dégradé des plaines du Centre et du Nord, selon une étude du Centre national de la recherche scientifique s'appuyant sur une série de données couvrant la période 1971-2000. En 2020, Météo-France publie une typologie des climats de la France métropolitaine dans laquelle la commune est exposée à un climat de montagne ou de marges de montagne et est dans la région climatique Nord-est du Massif Central, caractérisée par une pluviométrie annuelle de 800 à 1 200 mm, bien répartie dans l’année.
Pour la période 1971-2000, la température annuelle moyenne est de 10,9 °C, avec une amplitude thermique annuelle de 16,9 °C. Le cumul annuel moyen de précipitations est de 645 mm, avec 8,1 jours de précipitations en janvier et 6,5 jours en juillet. Pour la période 1991-2020, la température moyenne annuelle observée sur la station météorologique de Météo-France la plus proche, « Feurs », sur la commune de Feurs à 11 km à vol d'oiseau, est de 12,1 °C et le cumul annuel moyen de précipitations est de 650,3 mm,. Pour l'avenir, les paramètres climatiques de la commune estimés pour 2050 selon différents scénarios d'émission de gaz à effet de serre sont consultables sur un site dédié publié par Météo-France en novembre 2022.

## Urbanisme

### Typologie
Au 1er janvier 2024, Montrond-les-Bains est catégorisée petite ville, selon la nouvelle grille communale de densité à sept niveaux définie par l'Insee en 2022.
Elle appartient à l'unité urbaine de Montrond-les-Bains, une agglomération intra-départementale regroupant trois  communes, dont elle est ville-centre,,. Par ailleurs la commune fait partie de l'aire d'attraction de Saint-Étienne, dont elle est une commune de la couronne,. Cette aire, qui regroupe 105 communes, est catégorisée dans les aires de 200 000 à moins de 700 000 habitants,.

### Occupation des sols
L'occupation des sols de la commune, telle qu'elle ressort de la base de données européenne d’occupation biophysique des sols Corine Land Cover (CLC), est marquée par l'importance des territoires agricoles (63,9 % en 2018), en diminution par rapport à 1990 (72 %). La répartition détaillée en 2018 est la suivante : 
zones urbanisées (30,4 %), prairies (29,3 %), terres arables (20,3 %), zones agricoles hétérogènes (14,3 %), eaux continentales (5,8 %). L'évolution de l’occupation des sols de la commune et de ses infrastructures peut être observée sur les différentes représentations cartographiques du territoire : la carte de Cassini (XVIIIe siècle), la carte d'état-major (1820-1866) et les cartes ou photos aériennes de l'IGN pour la période actuelle (1950 à aujourd'hui).

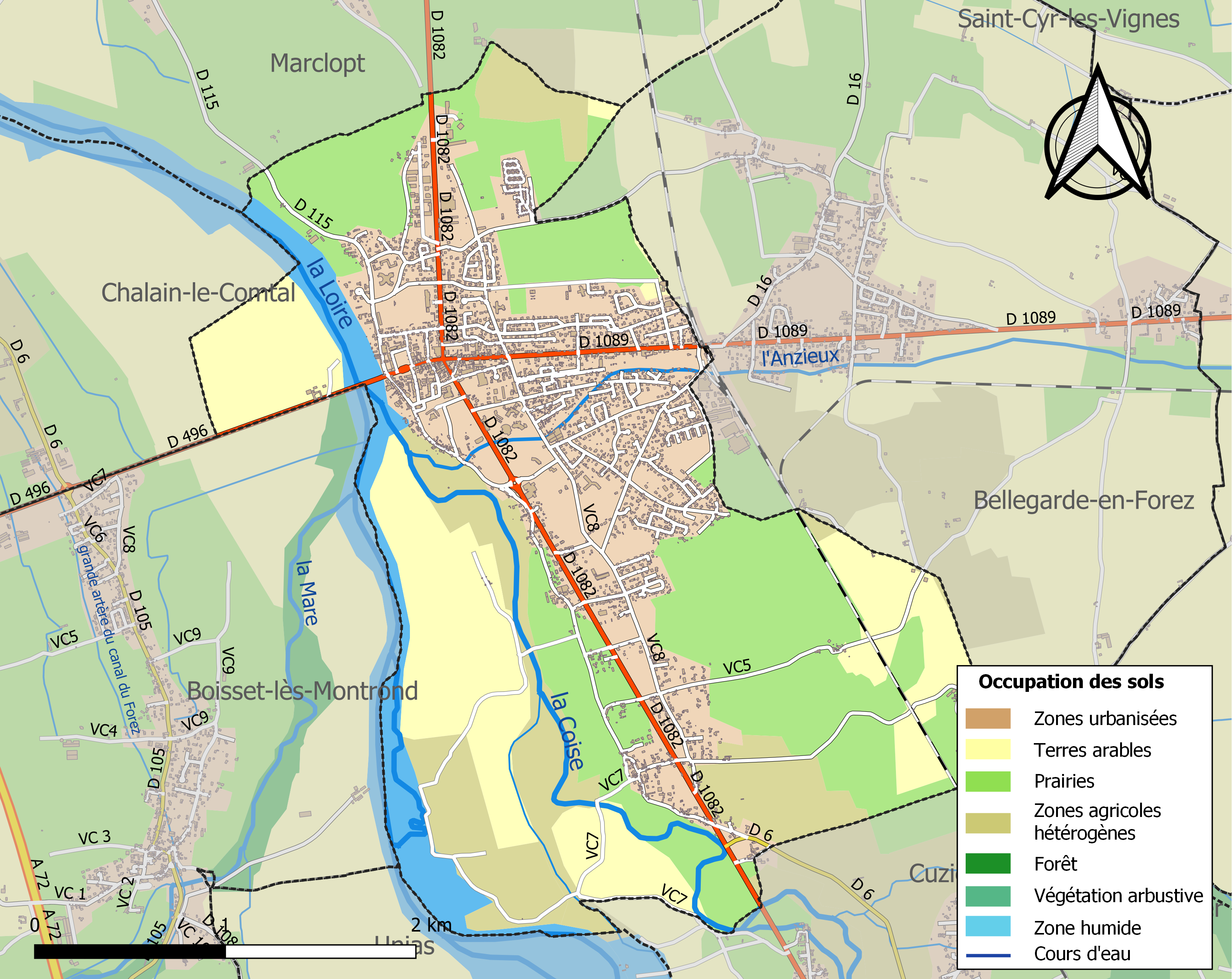
Carte des infrastructures et de l'occupation des sols de la commune en 2018 (CLC).

## Histoire

### Le Château de Montrond
Historique  (XIIe et XVIe siècles)
C’est le site d’un dyke volcanique dominant la plaine, le mont rond, qui a donné son nom au château. Dès le XIIe siècle, la citation « castrum montis rondunti » atteste la présence d’une petite fortification, propriété des comtes de Forez.
En 1302, le comte Jean Ier échangea le mandement de Montrond et sa tour, avec Arthaud de Saint Germain. Arthaud IV entreprit vers 1325 la construction d’un premier château fort. Agrandi par ses descendants, il trouvera sa structure définitive à la Renaissance. Ce sont les alliances successives avec de riches familles qui firent la fortune des seigneurs de Montrond.
En 1523, c’est par le mariage d’Arthaud IX avec Marguerite d’Albon, fille de Jean, gouverneur des enfants de François Ier que la seigneurie de Montrond atteindra l’apogée de sa renommée. L’austère forteresse fut transformée en une belle et riche demeure au goût de la Renaissance.
Très impliqués dans les guerres de religion, c’est leur fidélité au pouvoir royal qui permit aux descendants d’Arthaud IX de conserver intact leur château.
La famille quitta Montrond en 1730 pour s’établir près de Paris. C’est là que le dernier marquis, Antoine-Claude, fut guillotiné en avril 1793. En septembre de la même année, son château de Montrond sera incendié par un détachement de soldats révolutionnaires. La maison des Apchon-Montrond s’éteignit en 1807 avec l’unique fille morte sans descendance.
Le château fut vendu en 1828, à un particulier qui en fit une carrière de pierres. Laissé pendant un siècle et demi à l’abandon, il fut sauvé de la ruine définitive par « l’Association des Amis du Château » fondée en 1969.
Depuis 1984, il est la propriété de la commune qui a mis tout en œuvre pour faire de ce patrimoine historique : « un monument vivant, alliant au prestige du passé, la culture actuelle par l’aménagement de salles de réunions, de conférences et d’expositions. »

### Héraldique
|  | Les armoiries de Montrond-les-Bains se blasonnent ainsi : D’or semé de fleurs de lys d’azur. |

## Politique et administration

### Liste des maires
| Période                                  | Période   | Identité      | Étiquette    | Qualité                               |
| ---------------------------------------- | --------- | ------------- | ------------ | ------------------------------------- |
| 1968                                     | mars 1983 | Jean Bertrand |              |                                       |
| mars 1983                                | 1993      | Ernest Jomard | DVD          |                                       |
| 1993                                     | 2020      | Claude Giraud | DVD puis UMP | Retraité                              |
| 2020                                     | En cours  | Serge Percet  | DVD          | Ancien enseignant de l'école primaire |
| Les données manquantes sont à compléter. |           |               |              |                                       |

## Démographie
En 2022, la commune comptait 5 655 habitants. L'évolution du nombre d'habitants est connue à travers les recensements de la population effectués dans la commune depuis 1793. Une réforme du mode de recensement permet à l'Insee de publier annuellement les populations légales des communes à partir de 2006. Pour Montrond-les-Bains, commune de moins de 10 000 habitants, les recensements ont lieu tous les cinq ans, les populations légales intermédiaires sont quant à elles estimées par calcul. Les populations légales des années 2006, 2011, 2016 correspondent à des recensements exhaustifs.
| 1793 | 1800 | 1806 | 1821 | 1831 | 1836 | 1841 | 1846 | 1851 |
| ---- | ---- | ---- | ---- | ---- | ---- | ---- | ---- | ---- |
| 450  | 474  | 447  | 559  | 656  | 685  | 708  | 727  | 718  |

| 1856 | 1861 | 1866 | 1872 | 1876 | 1881 | 1886 | 1891 | 1896  |
| ---- | ---- | ---- | ---- | ---- | ---- | ---- | ---- | ----- |
| 743  | 750  | 759  | 734  | 789  | 811  | 935  | 920  | 1 005 |

| 1901 | 1906 | 1911  | 1921  | 1926  | 1931  | 1936  | 1946  | 1954  |
| ---- | ---- | ----- | ----- | ----- | ----- | ----- | ----- | ----- |
| 993  | 999  | 1 056 | 1 009 | 1 214 | 1 505 | 1 629 | 1 729 | 1 859 |

| 1962  | 1968  | 1975  | 1982  | 1990  | 1999  | 2006  | 2011  | 2016  |
| ----- | ----- | ----- | ----- | ----- | ----- | ----- | ----- | ----- |
| 1 927 | 2 436 | 2 714 | 3 137 | 3 627 | 4 031 | 4 608 | 4 852 | 5 301 |

| 2021  | 2022  | - | - | - | - | - | - | - |
| ----- | ----- | - | - | - | - | - | - | - |
| 5 550 | 5 655 | - | - | - | - | - | - | - |

## Culture locale et patrimoine

### Lieux et monuments
- La source thermale du Geyser, les thermes[24].
- Le château de Montrond, du XIe siècle, fut remanié à la Renaissance. Son donjon abrite aujourd'hui le musée Postal du Forez[25].
- L'église Saint-Pierre de Meylieu, cité au XIe siècle, et l'église Saint Roch, ancienne chapelle du château[26].

### Espaces verts et fleurissement
En 2014, la commune de Montrond-les-Bains bénéficie du label « ville fleurie » avec « une fleur » attribuée par le Conseil national des villes et villages fleuris de France au concours des villes et villages fleuris.

## Économie
- Le casino JOA de la ville.
- Le centre des congrès les Foreziales[28].

## Événements
- Une fête médiévale organisée tous les deux ans le premier week-end d'août, et ce depuis 1999. Elle se déroule au Château de Montrond ; en 2011 elle attire environ 12 000 personne sur le week-end[29].

## Personnalités liées à la commune
- Daniel Dorian (1855-1903), ingénieur et député de la Loire, mort à Montrond.
- Paul Salen (1949 - ....), adjoint au maire de Montrond-les-Bains de 1993 à 2001, député de la Loire, vice-président du Conseil général de la Loire.

## Galerie de photos

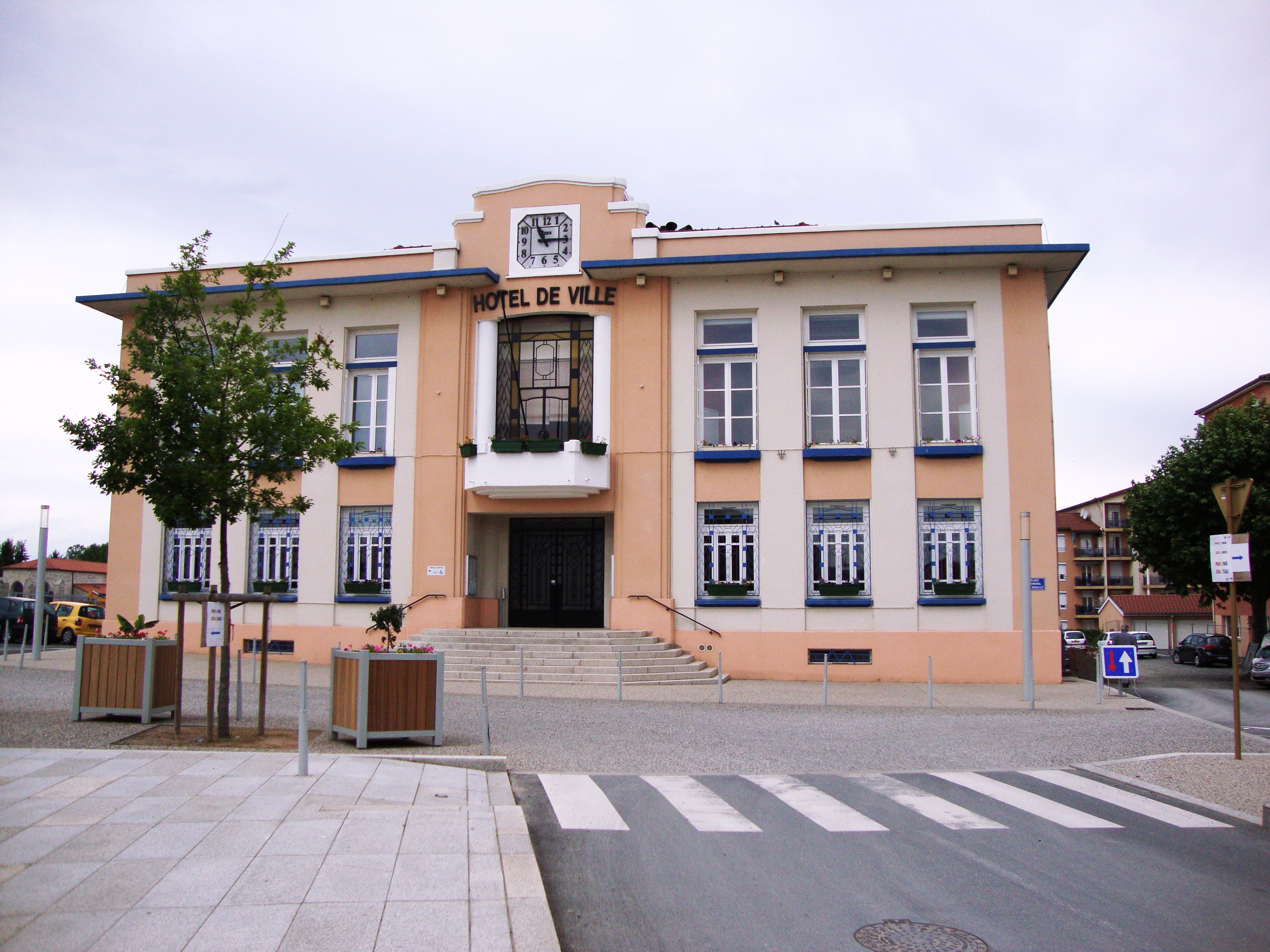
L'hôtel de ville.
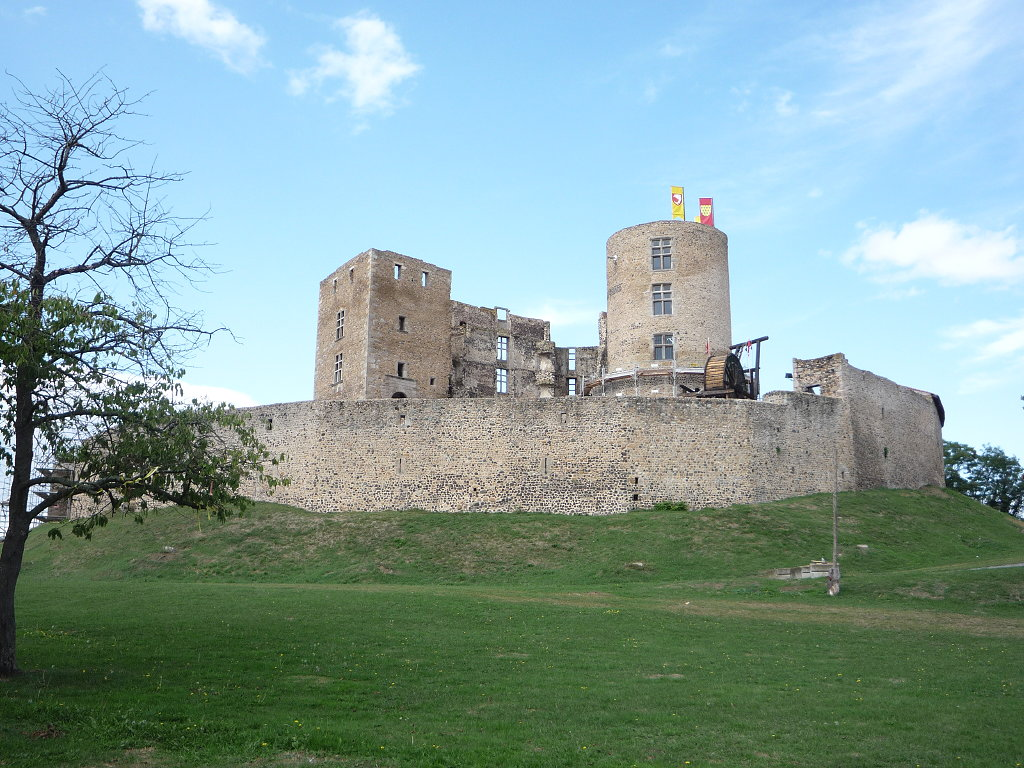
Le château.
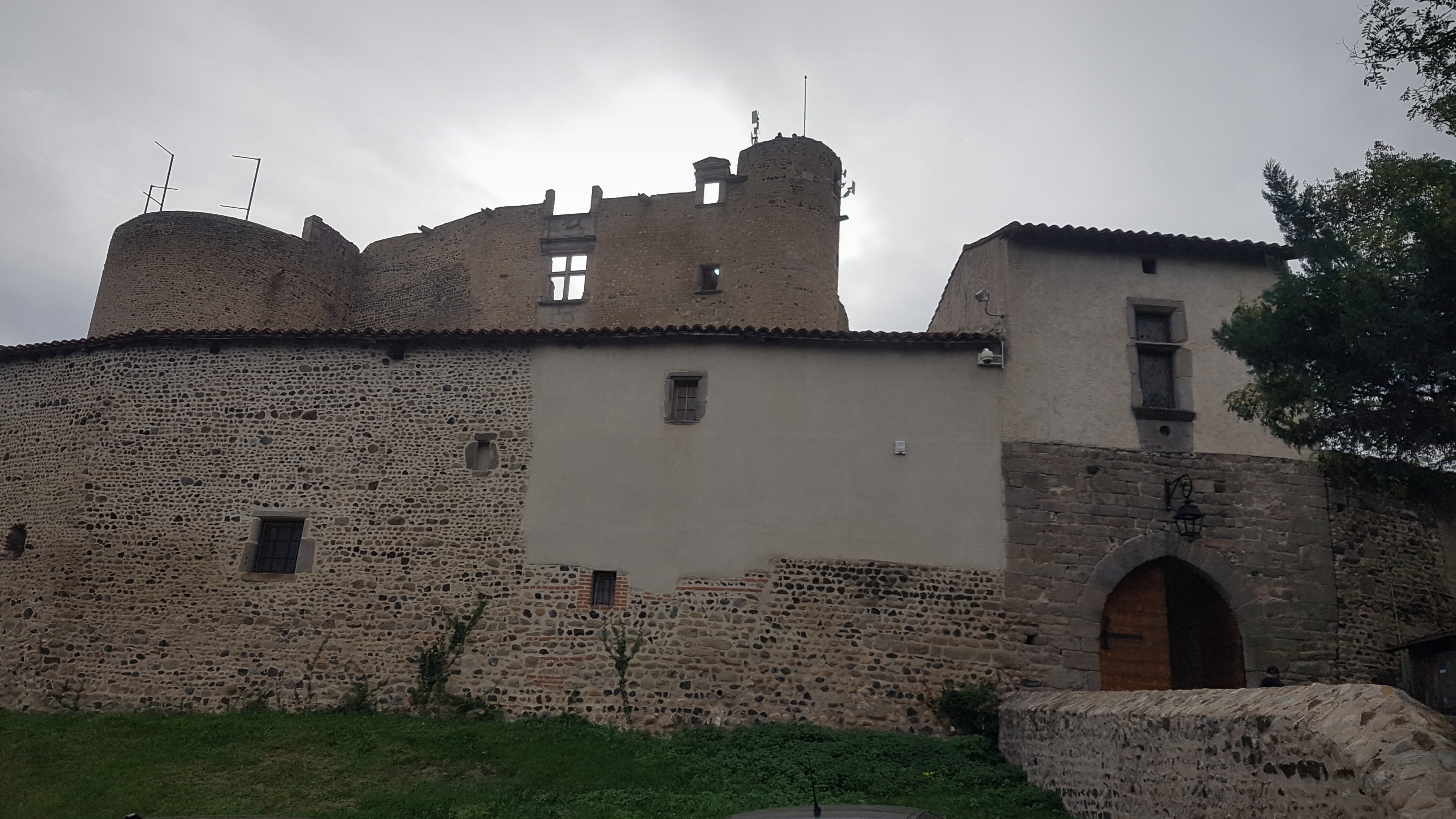
Entrée du château.
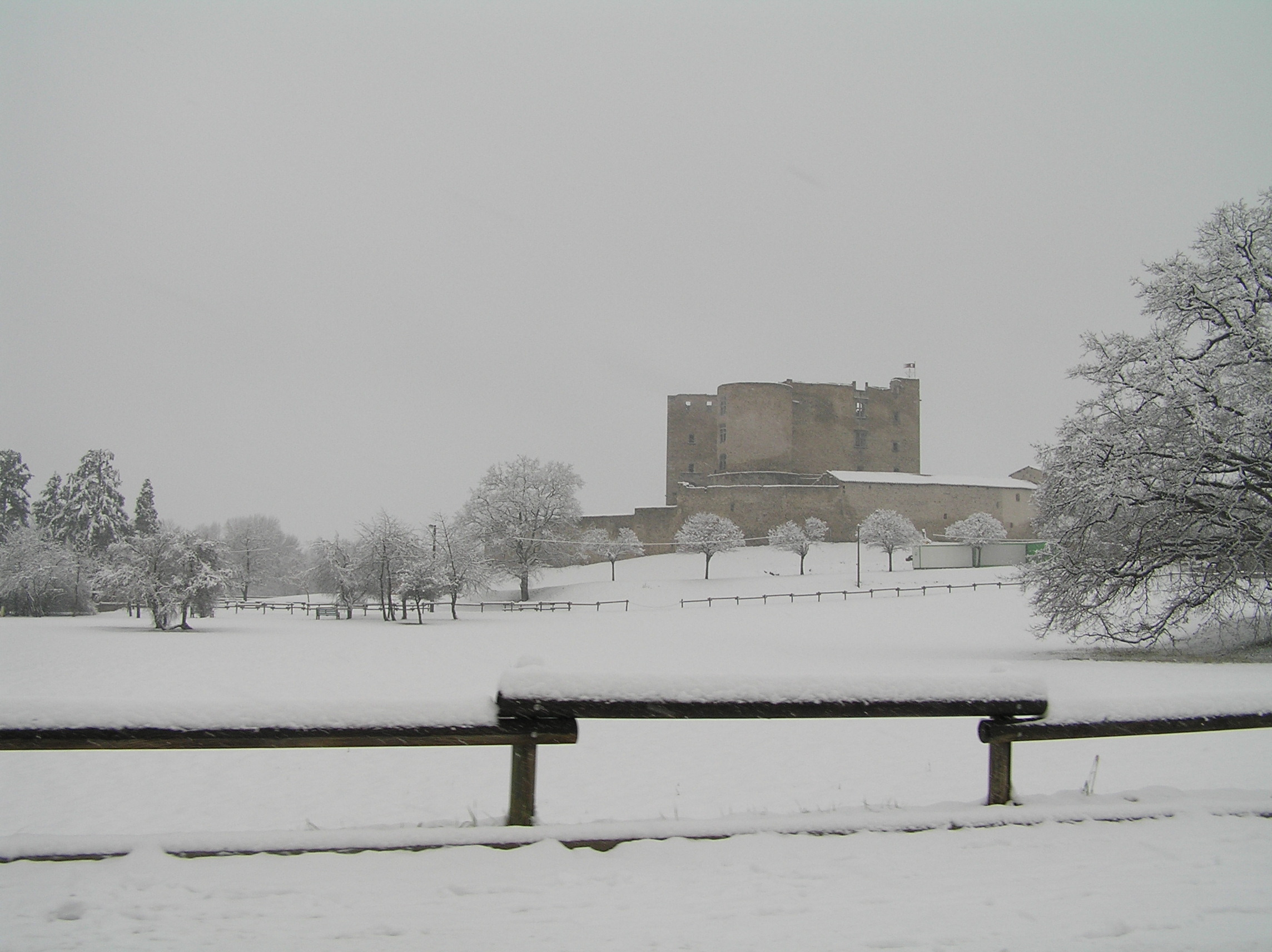
Le château en hiver.
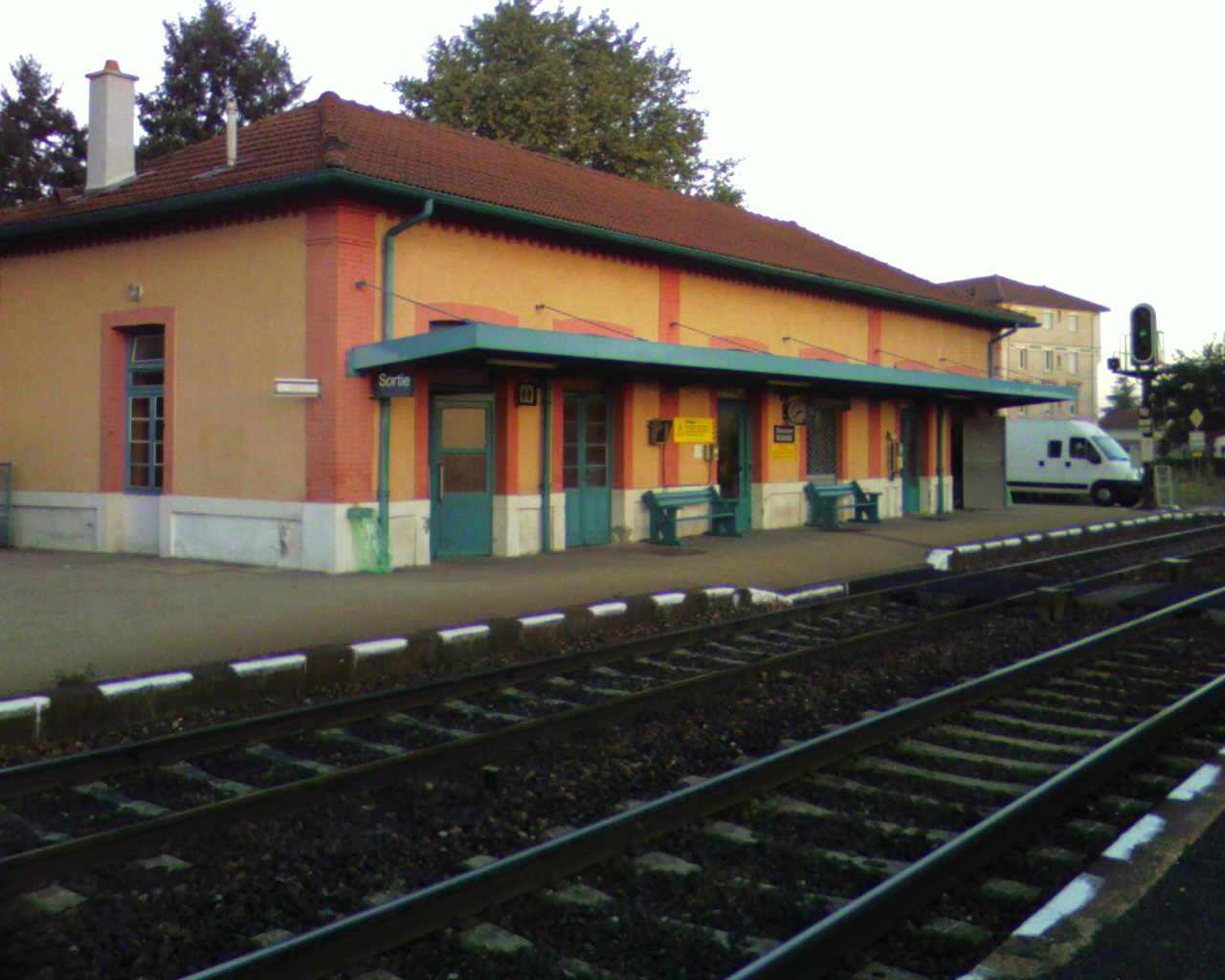
La gare.
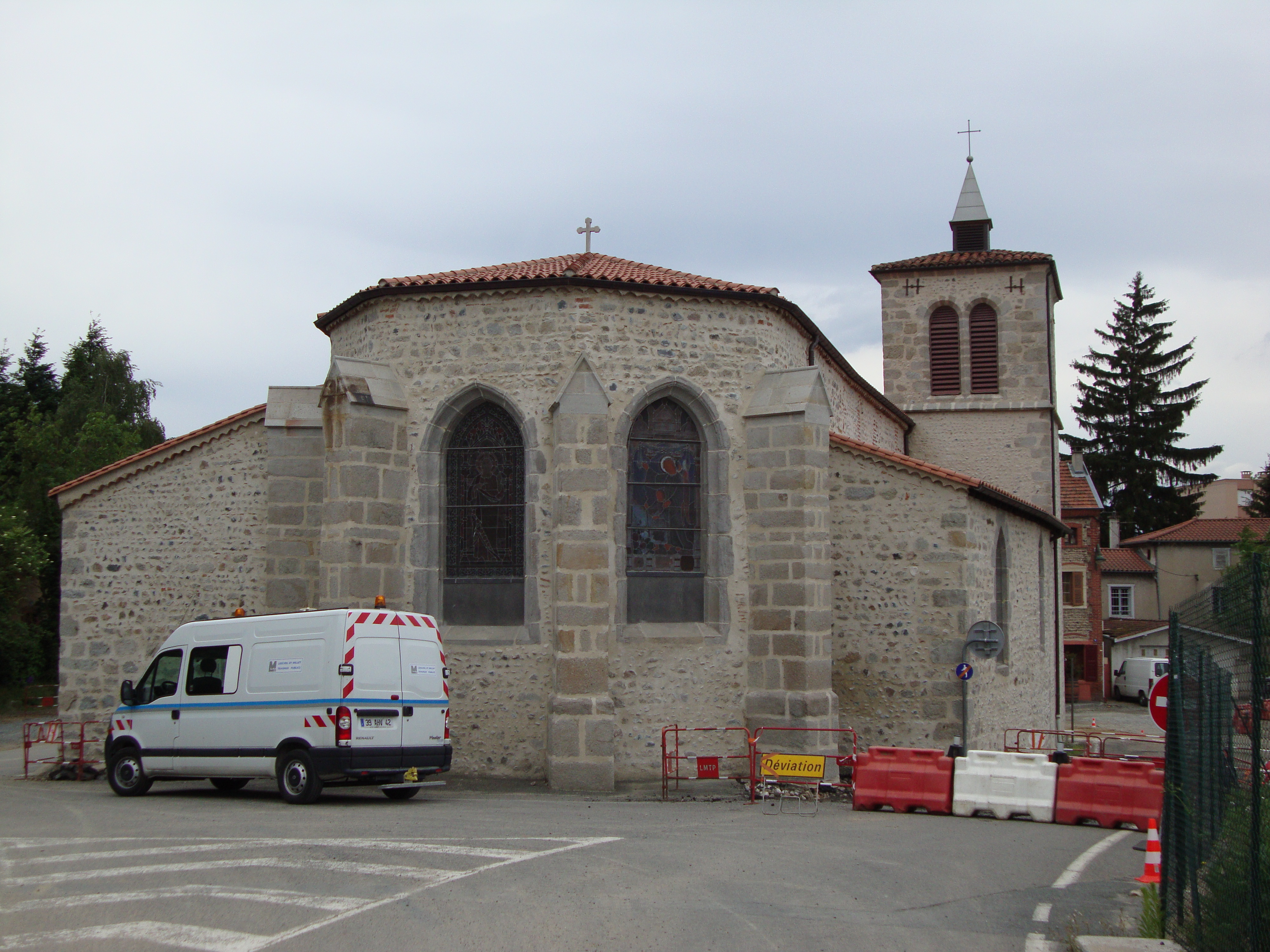
L'église Saint-Roch.
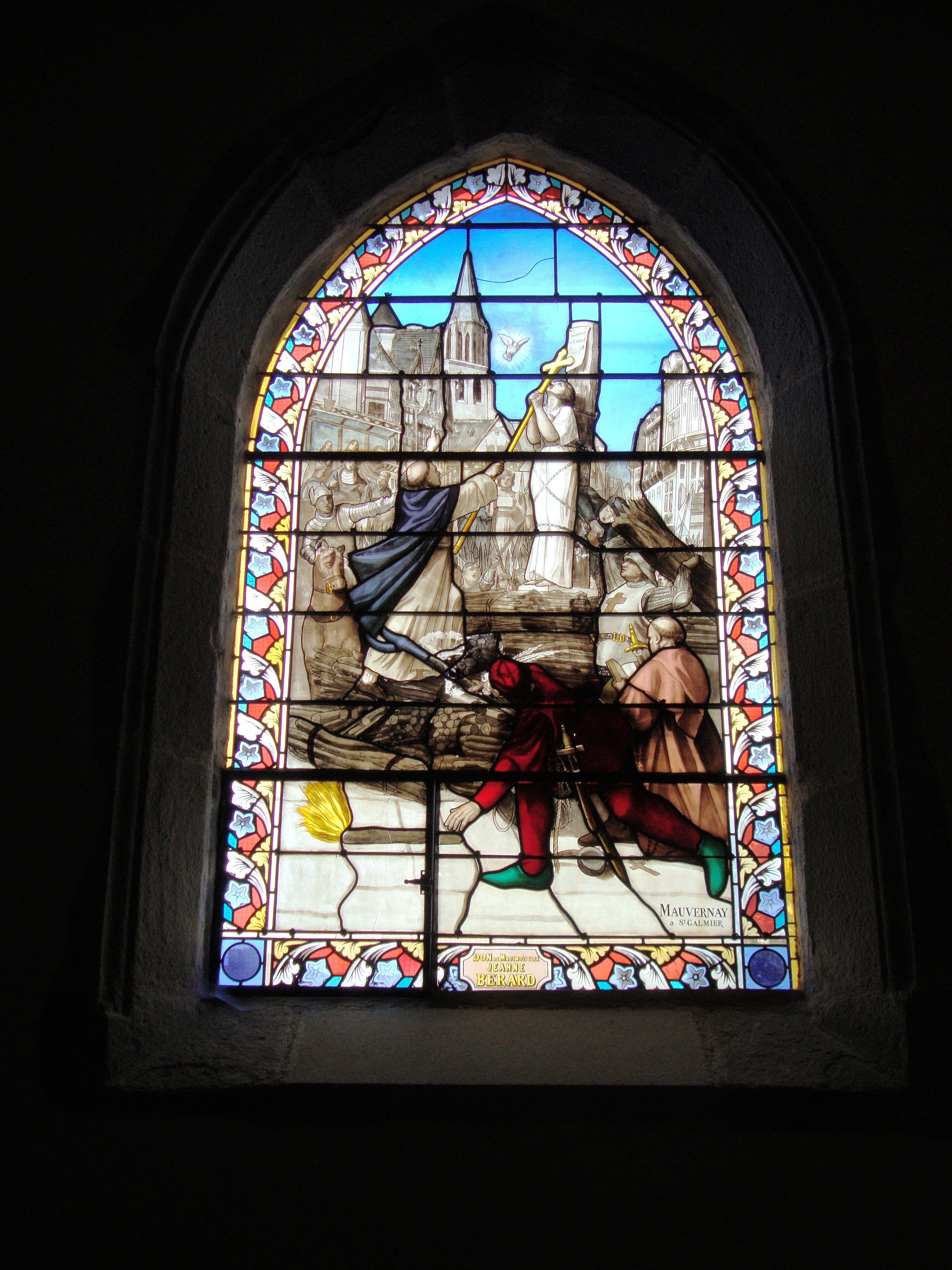
Vitrail Jeanne d'Arc signé Mauvernay.
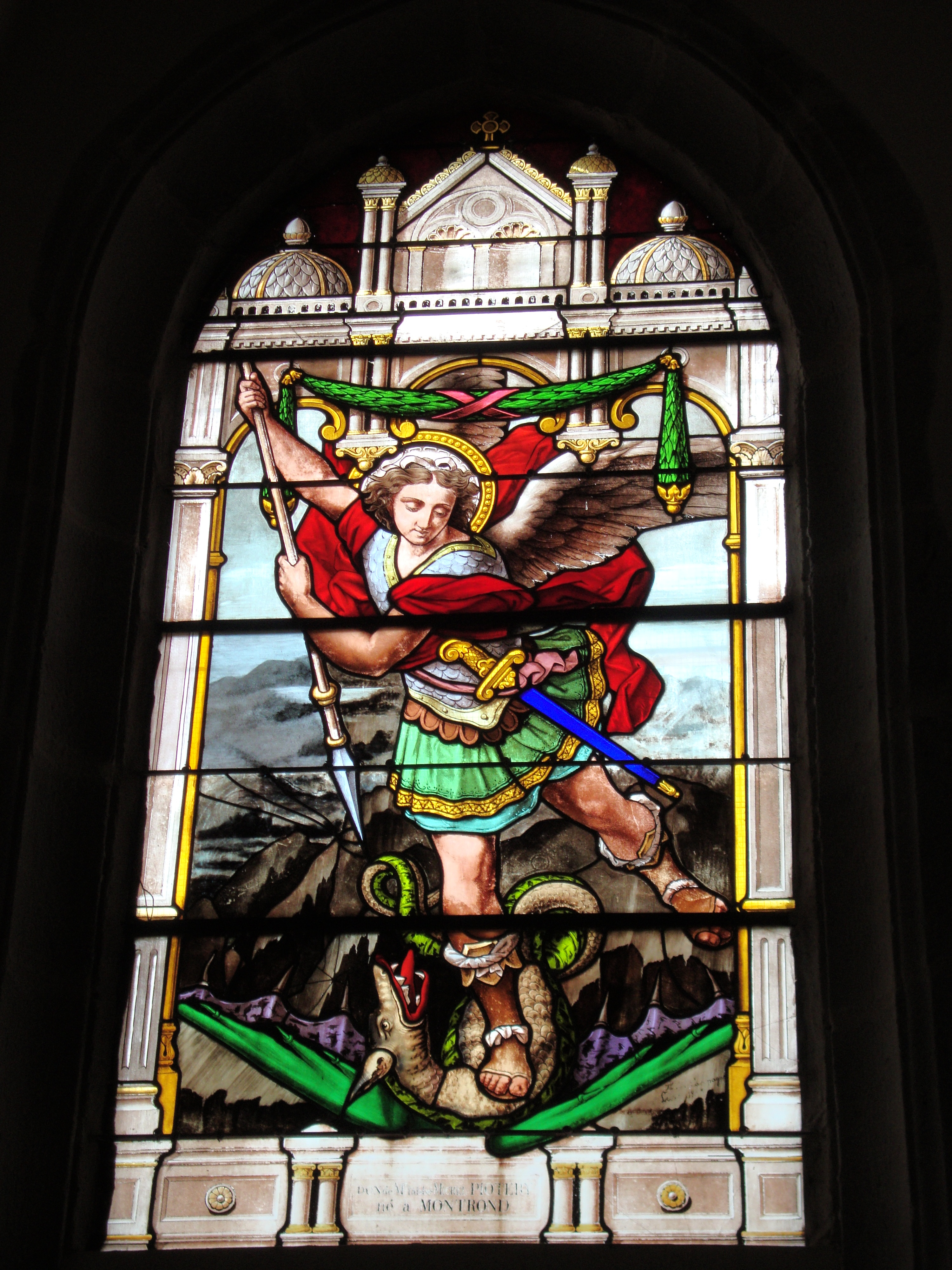
Vitrail Saint Michel.
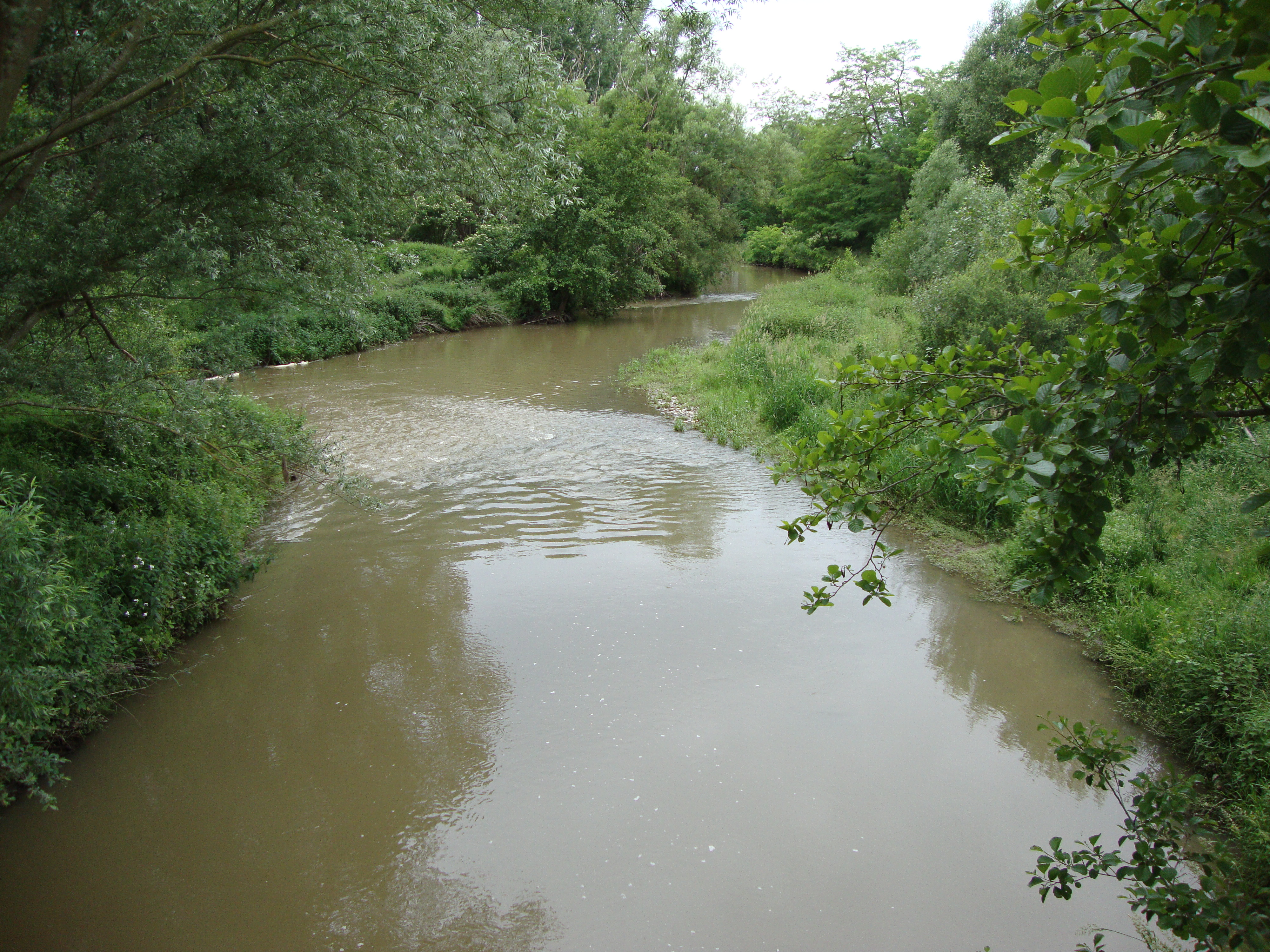
La Coise, tributaire de la Loire.
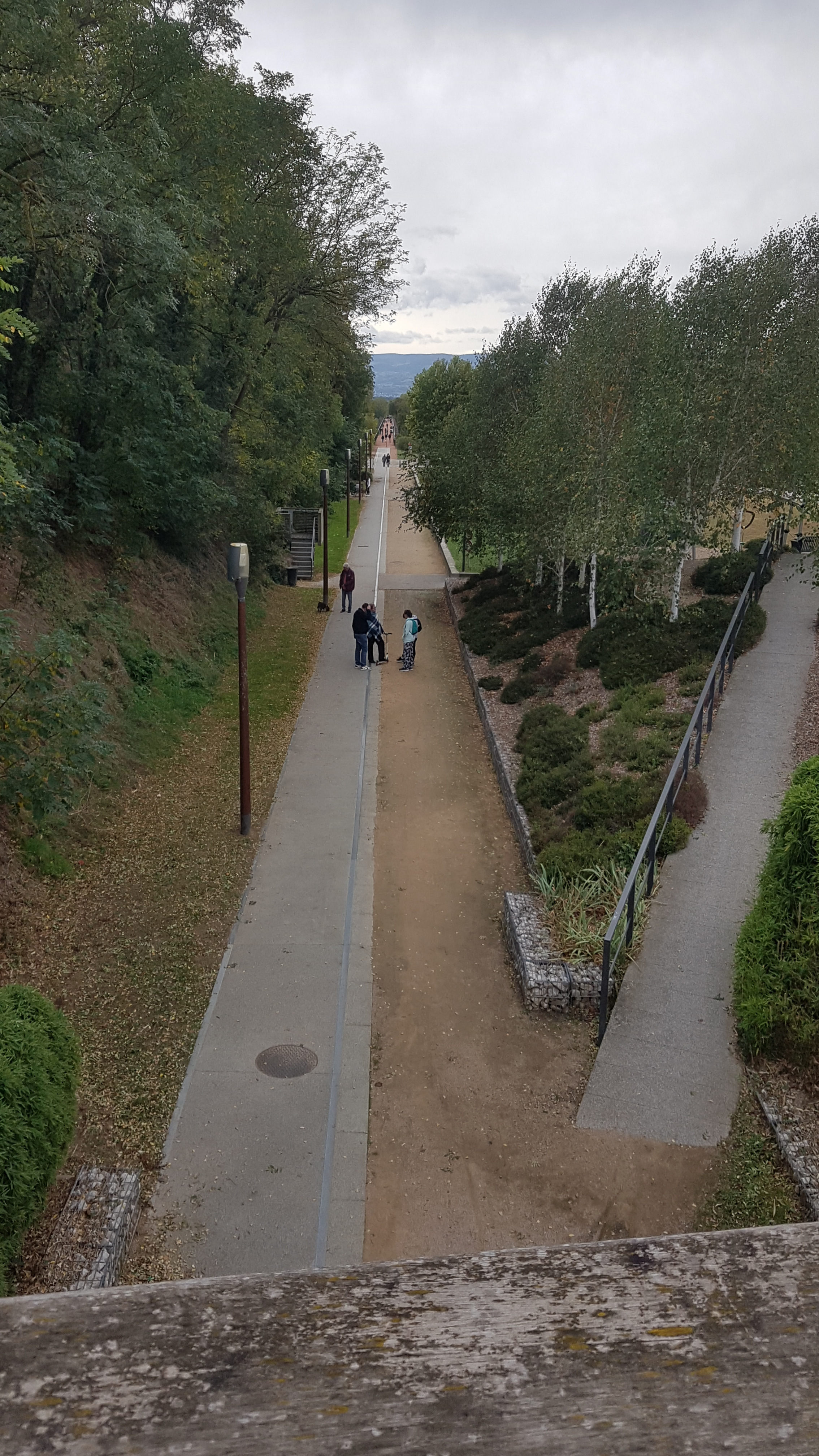
Vue sur la "Voie verte".
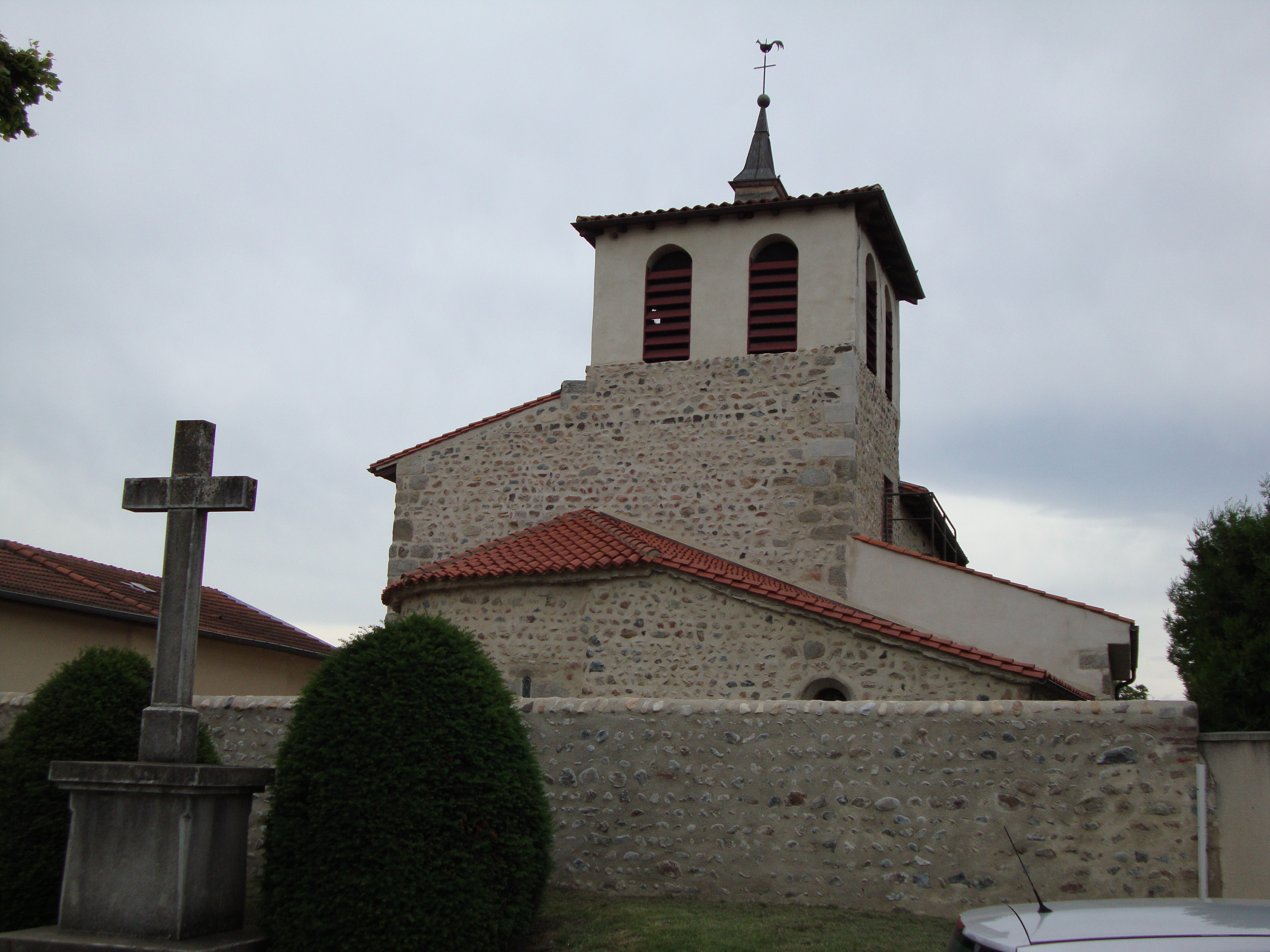
Meylieu, église Saint-Pierre.
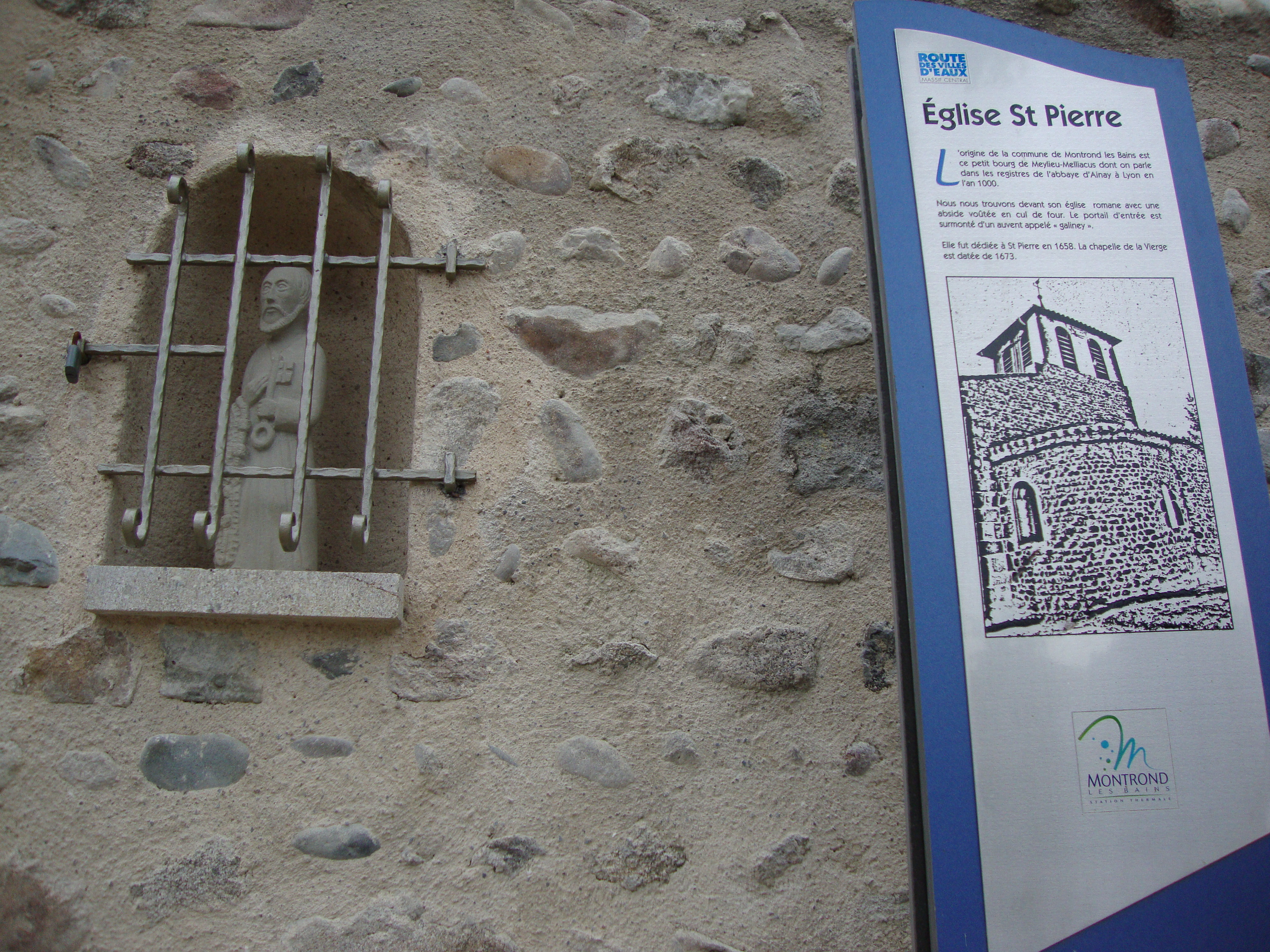
Meylieu, statue de saint Pierre à l'extérieur de l'église.
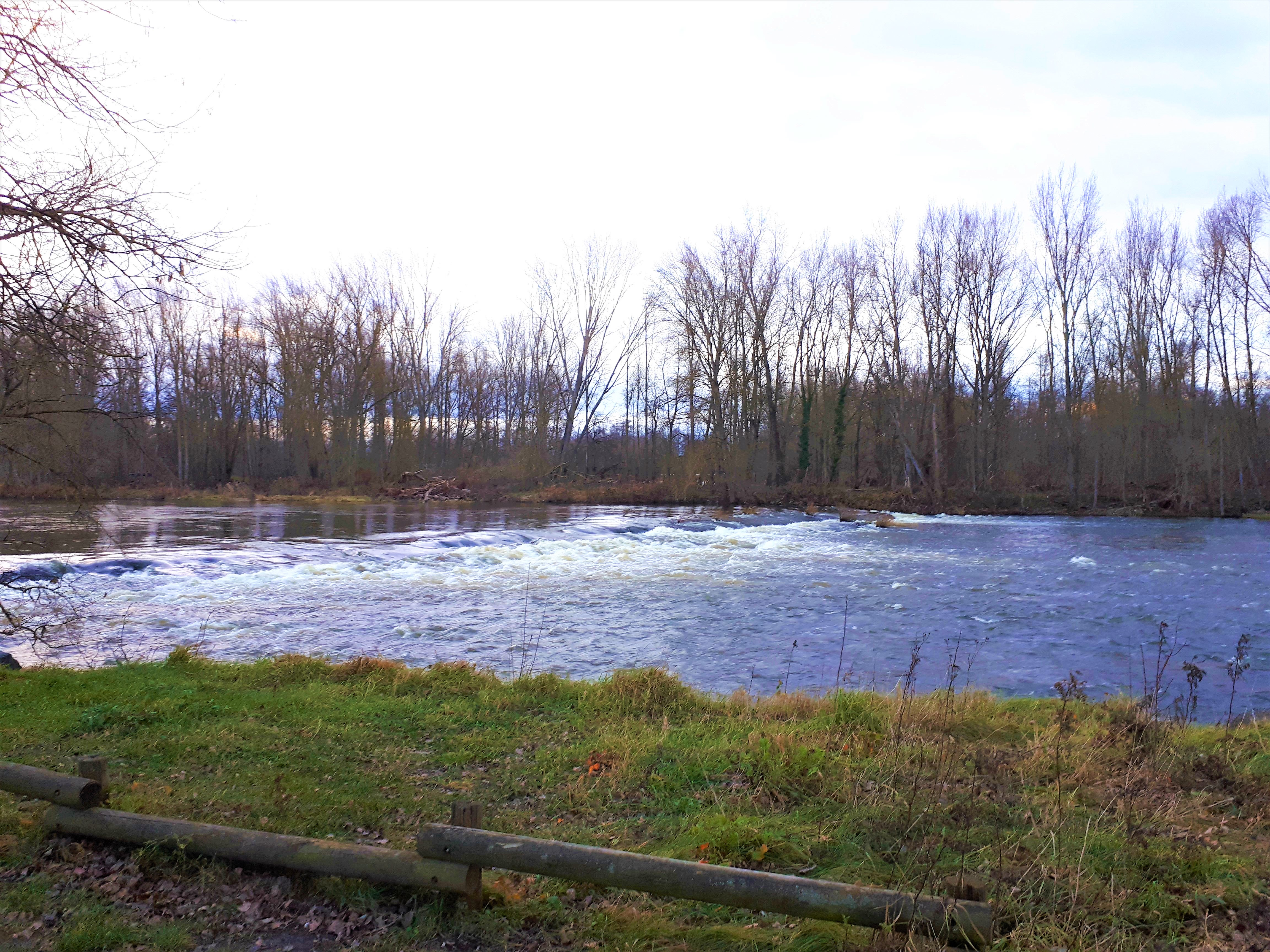
Seuil sur la Loire aux Petits Chambons, près du Bec de Coise.